# 多鈎奇腺尾脂鯉
多鈎奇腺尾脂鯉，為輻鰭魚綱脂鯉目脂鯉亞目脂鯉科的其中一個種，分布於南美洲秘魯Madre de Dios河及玻利維亞Mamore河流域，體長可達1.4公分，棲息在底中層水域，生活習性不明。